# Helmut Hesse (Ökonom)
Helmut Siegfried Hesse (* 28. Juni 1934 in Gadderbaum, heute Bielefeld; † 16. April 2016 in Bovenden) war ein deutscher Ökonom, Präsident der Landeszentralbank in der Freien Hansestadt Bremen, in Niedersachsen und Sachsen-Anhalt, Vorsitzender des Konvents der Evangelischen Akademie Loccum, Ehrensenator sowie Vizepräsident der Akademie der Wissenschaften und Literatur Mainz.

## Leben
Nach dem Abitur plante er zunächst ein Studium der evangelischen Theologie, begann dann aber 1954 mit dem Studium der Volkswirtschaftslehre an der Universität zu Köln. Nach drei Semestern wechselte er an die Christian-Albrechts-Universität Kiel, wo er 1958 sein Examen als Diplom-Volkswirt ablegte. Von 1958 bis 1966 war er wissenschaftlicher Mitarbeiter an der Universität Münster. 1959 schloss er seine Dissertation über den Außenhandel in der Entwicklung unterentwickelter Länder unter besonderer Berücksichtigung Lateinamerikas ab, 1965 habilitierte er sich mit der Arbeit über „Strukturwandlungen im Welthandel 1950–1960/61“ und erlangte die Venia legendi für Volkswirtschaftslehre.
1966 wurde er an die Universität Göttingen, Lehrstuhl für Volkswirtschaftslehre, berufen. Ab 1969 leitete er das dortige Ibero-Amerika Institut für Wirtschaftsforschung. 1983 war er Inhaber des Konrad-Adenauer-Lehrstuhls an der Georgetown University in Washington, D.C.
Von 1985 bis 1988 war er Mitglied des Sachverständigenrates zur Begutachtung der gesamtwirtschaftlichen Entwicklung. Aus dem Gremium der Fünf Weisen schied er jedoch im November 1988 aus, als er zum Präsidenten der Landeszentralbank der Freien Hansestadt Bremen, Niedersachsen und Sachsen-Anhalt ernannt wurde, deren Leitung er bis 1998 ausübte.
Er war verheiratet und hatte zwei Söhne.

## Auszeichnungen und Preise
- ab 1989: Honorarprofessor an der Universität Göttingen
- 1989: Ehrensenator der Universität Göttingen
- 1994: Ehrendoktorwürde der Universität Hannover
- 2004: Bernhard-Harms-Medaille des Instituts für Weltwirtschaft Kiel[3]

## Publikationen
Die Publikationstätigkeit von Helmut Hesse umfasste ein breites Themenspektrum. Schwerpunkte seiner Forschungstätigkeit waren die Bereiche Außenhandel, Weltwirtschaft und Entwicklungspolitik; Geld- und Währungspolitik, sowie Finanzwissenschaft. Außerdem widmete sich Hesse auch den ethischen Aspekten der Ökonomie.
- Helmut Hesse (1961), Der Außenhandel unterentwickelter Länder unter besonderer Berücksichtigung Lateinamerikas (Dissertation), Tübingen: Mohr (Siebeck)
- Helmut Hesse (1967), Strukturwandlungen im Welthandel 1950-1960/61 (Habilitation), Tübingen: Mohr (Siebeck)
- Helmut Hesse, Robert Linde (1976), Gesamtwirtschaftliche Produktionstheorie, Würzburg, Wien: Physica
- Helmut Hesse, Hermann Sautter (1977), Entwicklungstheorie und -politik, Tübingen: Mohr, Düsseldorf: Werner
- Helmut Hesse (Hrsg., 1981), Arbeitsbuch Mikroökonomik, Tübingen: Mohr, ISBN 3-16-342971-8
- Helmut Hesse, Otmar Issing (Hrsg., 1994), Geld und Moral, München: Vahlen, ISBN 3-8006-1832-X
- Helmut Hesse, Horst Keppler, Andreas Schuseil (1983), Theoretische Grundlagen der Fiscal Policy, München: Vahlen, 2. Auflage 1998, ISBN 3-8006-2178-9